# Пороштица (Медвеђа)
Пороштица је насеље у Србији у општини Медвеђа у Јабланичком округу. Према попису из 2022. било је 25 становника.

## Демографија
У насељу Пороштица живи 34 пунолетна становника, а просечна старост становништва износи 44,5 година (43,3 код мушкараца и 46,2 код жена). У насељу има 13 домаћинстава, а просечан број чланова по домаћинству је 3,15.
Ово насеље је углавном насељено Србима (према попису из 2002. године), а у последња три пописа, примећен је пад у броју становника.
|  |

| Демографија | Демографија | Демографија |
| Година      | Становника  | Становника  |
| ----------- | ----------- | ----------- |
| 1948.       | 145         |             |
| 1953.       | 140         |             |
| 1961.       | 136         |             |
| 1971.       | 106         |             |
| 1981.       | 75          |             |
| 1991.       | 53          | 53          |
| 2002.       | 41          | 41          |
| 2011.       | 33          |             |
| 2022.       | 25          |             |

| Година пописа     | 1948. | 1953. | 1961. | 1971. | 1981. | 1991. | 2002. |
| ----------------- | ----- | ----- | ----- | ----- | ----- | ----- | ----- |
| Број домаћинстава | 21    | 22    | 26    | 23    | 22    | 19    | 13    |

| Број чланова      | 1 | 2 | 3 | 4 | 5 | 6 | 7 | 8 | 9 | 10 и више | Просек |
| ----------------- | - | - | - | - | - | - | - | - | - | --------- | ------ |
| Број домаћинстава | 4 | 2 | 2 | 2 | 1 | 1 | 0 | 1 | 0 | 0         | 3,15   |

| Пол    | Укупно | Неожењен/Неудата | Ожењен/Удата | Удовац/Удовица | Разведен/Разведена | Непознато |
| ------ | ------ | ---------------- | ------------ | -------------- | ------------------ | --------- |
| Мушки  | 21     | 9                | 9            | 2              | 1                  | 0         |
| Женски | 15     | 4                | 10           | 1              | 0                  | 0         |
| УКУПНО | 36     | 13               | 19           | 3              | 1                  | 0         |

| Пол    | Укупно                    | Пољопривреда, лов и шумарство | Рибарство                            | Вађење руде и камена | Прерађивачка индустрија       |
| ------ | ------------------------- | ----------------------------- | ------------------------------------ | -------------------- | ----------------------------- |
| Мушки  | 11                        | 9                             | 0                                    | 0                    | 2                             |
| Женски | 5                         | 5                             | 0                                    | 0                    | 0                             |
| УКУПНО | 16                        | 14                            | 0                                    | 0                    | 2                             |
| Пол    | Производња и снабдевање   | Грађевинарство                | Трговина                             | Хотели и ресторани   | Саобраћај, складиштење и везе |
| Мушки  | 0                         | 0                             | 0                                    | 0                    | 0                             |
| Женски | 0                         | 0                             | 0                                    | 0                    | 0                             |
| УКУПНО | 0                         | 0                             | 0                                    | 0                    | 0                             |
| Пол    | Финансијско посредовање   | Некретнине                    | Државна управа и одбрана             | Образовање           | Здравствени и социјални рад   |
| Мушки  | 0                         | 0                             | 0                                    | 0                    | 0                             |
| Женски | 0                         | 0                             | 0                                    | 0                    | 0                             |
| УКУПНО | 0                         | 0                             | 0                                    | 0                    | 0                             |
| Пол    | Остале услужне активности | Приватна домаћинства          | Екстериторијалне организације и тела | Непознато            | Непознато                     |
| Мушки  | 0                         | 0                             | 0                                    | 0                    | 0                             |
| Женски | 0                         | 0                             | 0                                    | 0                    | 0                             |
| УКУПНО | 0                         | 0                             | 0                                    | 0                    | 0                             |

| Национални састав према попису из 2002.‍ | Национални састав према попису из 2002.‍ | Национални састав према попису из 2002.‍ | Национални састав према попису из 2002.‍ | Национални састав према попису из 2002.‍ |
| --------------------------------------- | --------------------------------------- | --------------------------------------- | --------------------------------------- | --------------------------------------- |
|                                         |                                         |                                         |                                         |                                         |
| Срби                                    | Срби                                    |                                         | 29                                      | 70,73%                                  |
| Црногорци                               | Црногорци                               |                                         | 11                                      | 26,82%                                  |
| непознато                               | непознато                               |                                         | 1                                       | 2,43%                                   |

| Национални састав према попису из 2022.‍ | Национални састав према попису из 2022.‍ | Национални састав према попису из 2022.‍ | Национални састав према попису из 2022.‍ | Национални састав према попису из 2022.‍ |
| --------------------------------------- | --------------------------------------- | --------------------------------------- | --------------------------------------- | --------------------------------------- |
|                                         |                                         |                                         |                                         |                                         |
| Срби                                    | Срби                                    |                                         | 21                                      | 84%                                     |
| Црногорци                               | Црногорци                               |                                         | 3                                       | 12%                                     |

## Галерија
- Мркоњски вис виђен из Пороштице.